# Col de Loïbl
Le col de Loïbl (allemand : Loiblpass), ou col de Ljubelj (slovène : prelaz Ljubelj), est un col de montagne situé dans la chaîne des Karavanke, entre l'Autriche et la Slovénie.

## Géographie

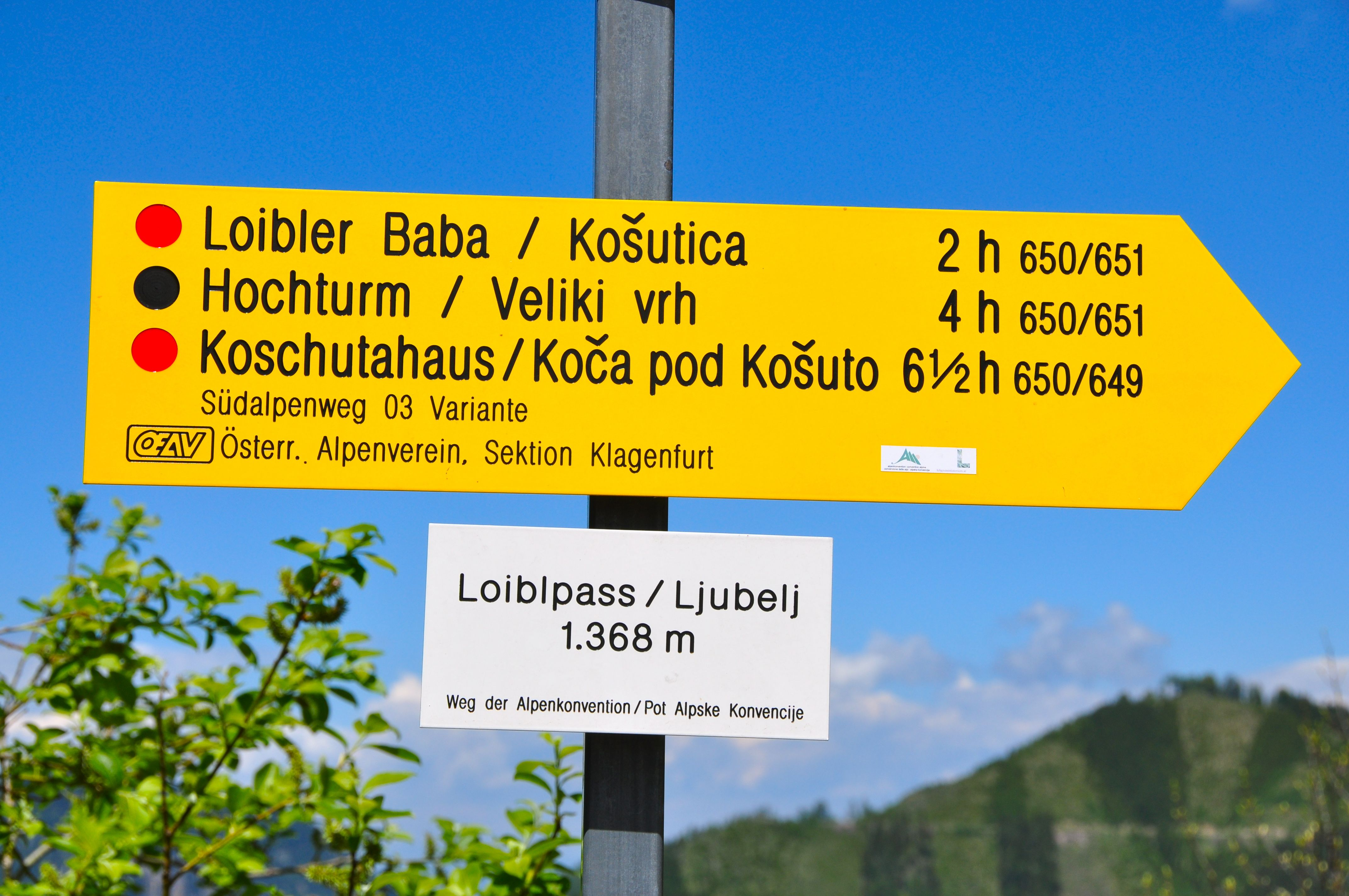
Panneau indicateur au col du « Vieux Loïbl », Loibltal.

Le col est situé à la frontière entre l'Autriche (land de Carinthie) et la Slovénie (Haute-Carniole), dans la chaîne des Karavanke, près de leur point culminant, le Hochstuhl. Il relie les villes de Ferlach et de Tržič.

## Histoire

### Histoire ancienne

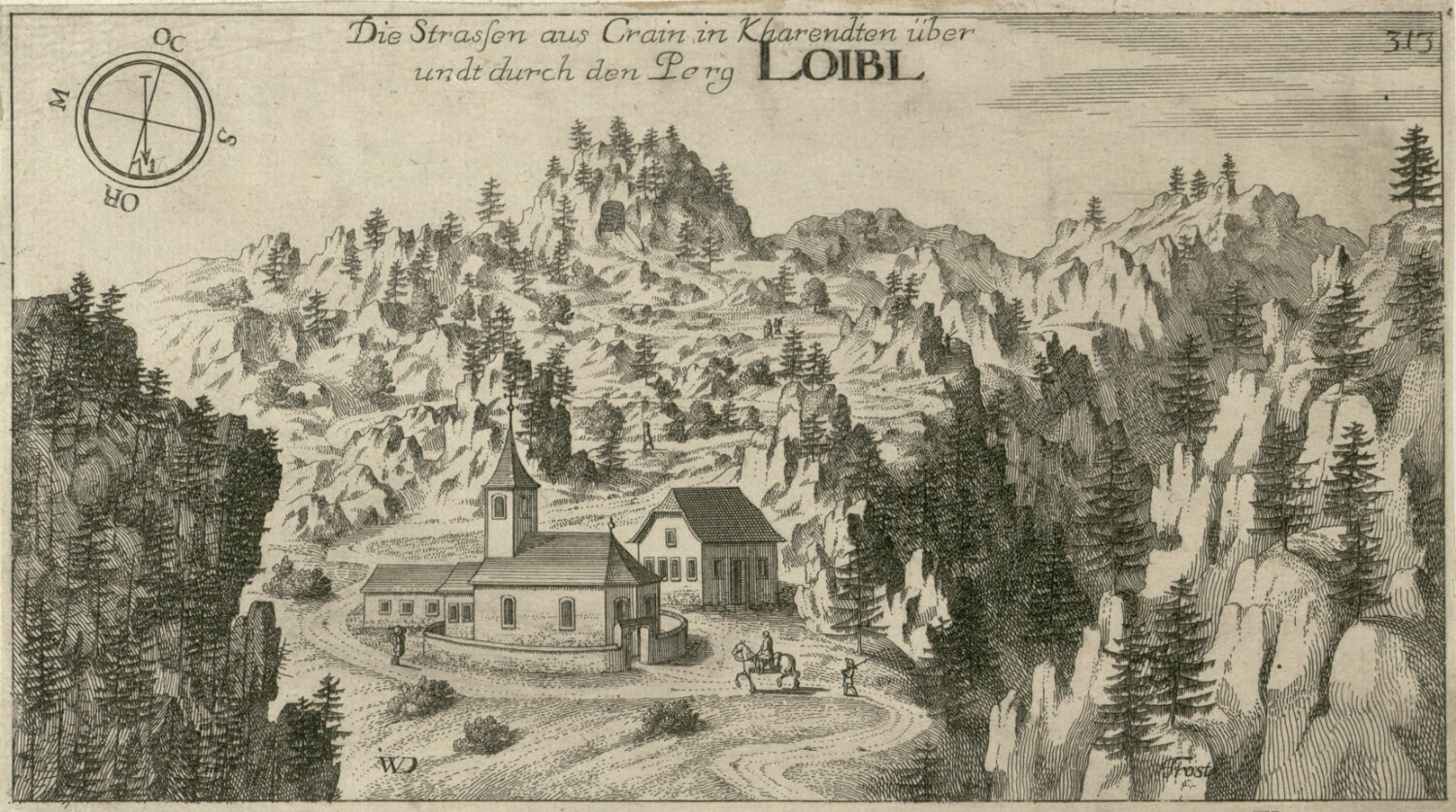
Route de Loïbl et tunnel, gravure de Janez Vajkard Valvasor, 1679.

Le col est connu et utilisé depuis des siècles. Différentes routes ont été utilisées depuis la plus haute Antiquité entre Virunum (province romaine de Noricum) et Emona (actuellement Ljubljana).
L'importance stratégique du col de Loïbl augmenta après l'établissement de la Marche impériale de Carniole au XIe siècle. Les Patriarches d'Aquilée favorisèrent l'installation des moines de l'abbaye de Viktring, rivalisant avec les revendications des seigneurs locaux du château de Hollenbug (Humberk).
À partir de 1560, les États du duché de Carinthie développèrent la route. Un tunnel de 150 m de long fut percé sous la chaîne des Karavanke, un premier exemple d'ingéniérie moderne qui fut abandonné par manque de sécurité. Une autre tentative fut planifiée au XVIIe siècle, quand la route à travers le col de Loïbl devint une route commerciale importante, entre la capitale de la Carinthie, Klagenfurt et le port maritime de Trieste. Cependant, quand en 1728 l'empereur Charles VI visita les terres de la monarchie des Habsbourg, il dut voyager par les sommets, faisant halte à la taverne de Deutscher Peter et il ordonna quelques travaux routiers.

### Tunnel contemporain
Le tunnel contemporain, datant du XXe siècle, est l'œuvre de travailleurs forcés et de bagnards déportés des camps de concentration nazis, travailleurs mis à la disposition de la firme privée allemande Anton Loibl GmbH. C'est le projet de la Straße Nummer 333 (route 333).
« Créé en juin 1943, le camp annexe de Loibl Pass se composait de deux camps distincts : l'un, situé sur le versant sud du massif des Karawanken, du côté slovène, ouvert le 3 juin 1943, et, l'autre, implanté sur le versant nord du même massif mais du côté autrichien dont la construction date des mois de septembre et octobre 1943. Les détenus y travaillaient au percement d'un tunnel routier pour le compte de l'entreprise Universale Hoch-und Tiefbau AG. ». Le camp se compose de deux sous-camps :
- Loibl nord (allemand : Nordfeld), en Autriche : placé sous l'autorité du SS Untersturmführer Julius Ludolf ;
- Loibl sud, en Slovénie (Yougoslavie), côte Tržič : placé sous l'autorité du SS-Oberscharführer Paul Gruschwitz à partir d’avril 1944.

#### Camp de concentration
Pendant la Seconde Guerre mondiale, un tunnel de 1 570 m de long, à une altitude de 1 068 m fut creusé par des déportés issus du camp de Mauthausen et des travailleurs civils forcés.

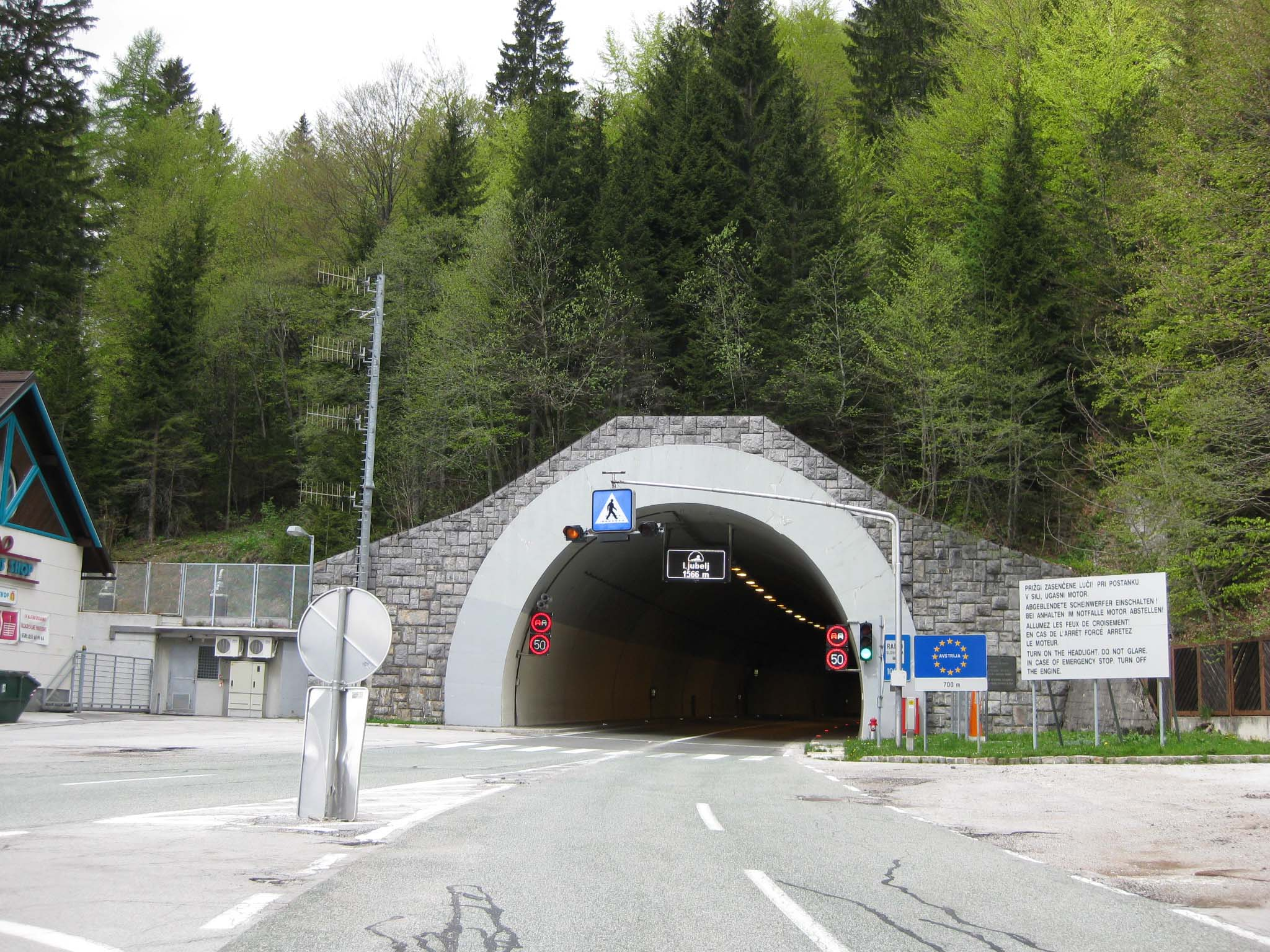
Entrée du tunnel (sud).

Sous les ordres du Gauleiter nazi Friedrich Rainer, le travail fut mené par 660 travailleurs civils, la plupart issus du Service du travail obligatoire français et par 1 652 bagnards prisonniers de deux sous-camps mineurs Mauthausen-Gusen, percement mené des deux côtés sous le commandement du commandant SS Julius Ludolf (en). Le percement commença en 1943. La jonction des deux tunnels était effective le 4 décembre 1943.
Pour conserver la force de travail effective, les bagnards blessés ou malades étaient renvoyés au camp principal ou exécutés par le médecin du camp Sigbert Ramsauer (de) par injections de pétrole (ce médecin avait déjà exercé ses talents de tueur à Oranienburg et Dachau) quand ils n'étaient pas transportables. Ils étaient incinérés au fond d'un ravin voisin dans une installation sommaire fonctionnant au bois.
Les bagnards déportés étaient soumis aux sévices habituels (coups de crosse, de gummi-schlague) avec parfois des exécutions sommaires. Peu à peu, l'importance stratégique du tunnel augmentant, les conditions de vie et de travail s'améliorèrent. Les nouvelles du débarquement en Normandie puis en Provence ainsi que la présence de partisans yougoslaves proches sapèrent le moral des troupes allemandes (SS et feldgendarmes).
Un camp civil était installé à proximité pour les travailleurs du STO.
Les premiers véhicules militaires allemands passèrent par le tunnel le 4 décembre 1944. Le trafic militaire, les soldats de la Wehrmacht retraitant depuis le front yougoslave et les réfugiés utilisèrent le tunnel.

#### Libération du camp

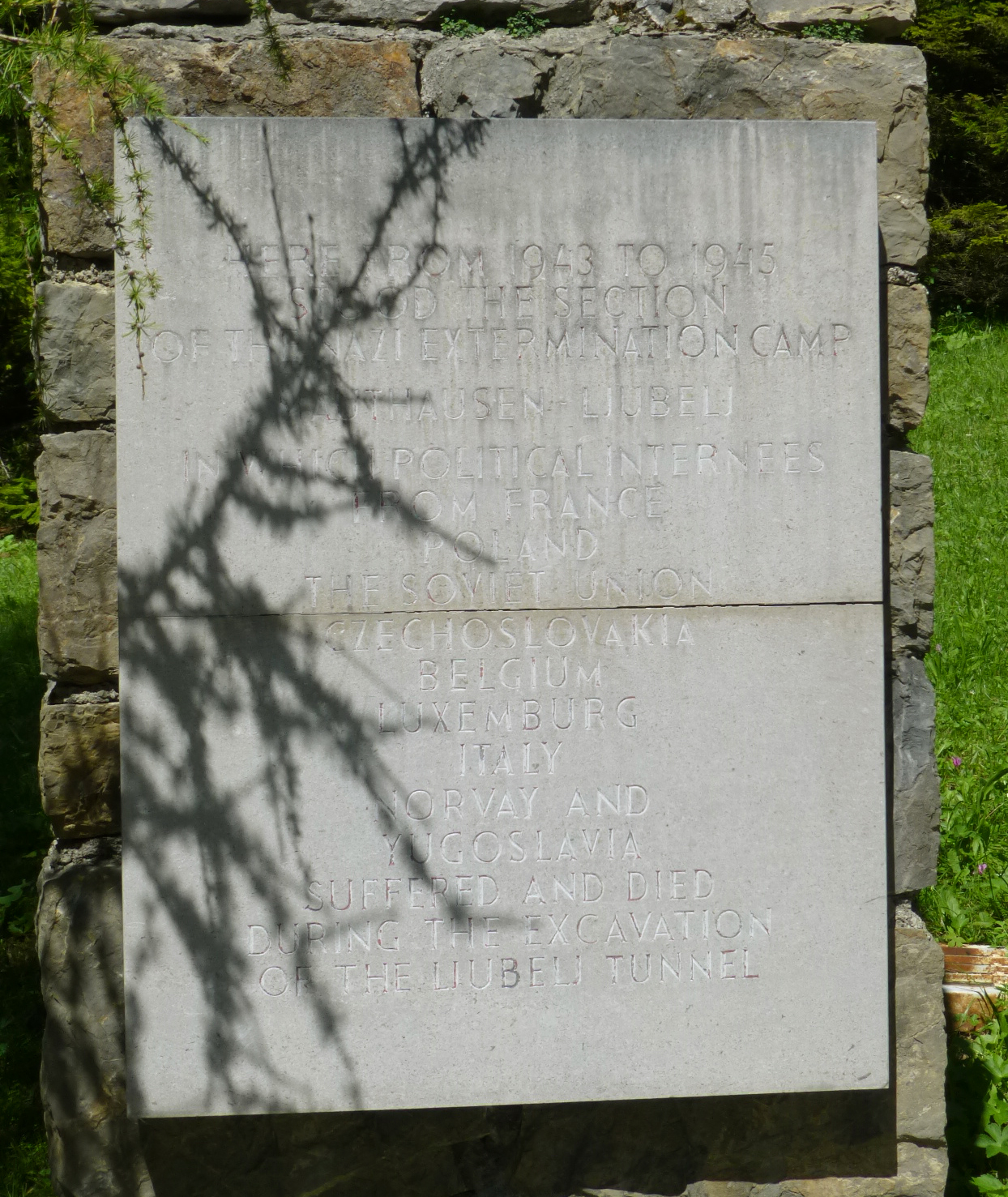
Texte commémoratif des travailleurs forcés de 1943-1945 côté slovène.

Du fait de la proximité des camps de partisans yougoslaves, au moins une évasion réussit. Selon André Lacaze au moins 20 bagnards se sont évadés dont 3 officiers soviétiques prisonniers. Un des évadés, André Ménard, est mort les armes à la main dans les rangs des partisans yougoslaves qui l'avaient accueilli. Les pertes ont été importantes.
Du fait de l'importance stratégique du tunnel, les bagnards ne furent pas enfermés dans le tunnel et dynamités comme cela se produisit ailleurs.
Les 950 prisonniers survivants purent se libérer eux-mêmes le 7 mai 1945. Ce furent les seuls sous-camps de Mauthausen-Gusen qui ne furent pas évacués ou libérés avant la fin de la guerre. Ces bagnards avaient pu attaquer l'armurerie SS et avaient massacré mouchards, kapos, chefs de blocks et les SS qui n'avaient pas pu fuir. Ils avaient saisi :
- 15 mitrailleuses lourdes ;
- 12 FM ;
- 30 Panzerfaust ;
- 3 000 fusils et autant de grenades.

« Ils se sont portés à la rencontre des Alliés, liquidant tout ce qui ressemblait à un SS. »
De nos jours, un mémorial marque l'emplacement du site du camp méridional de Loïbl.

### Postérité

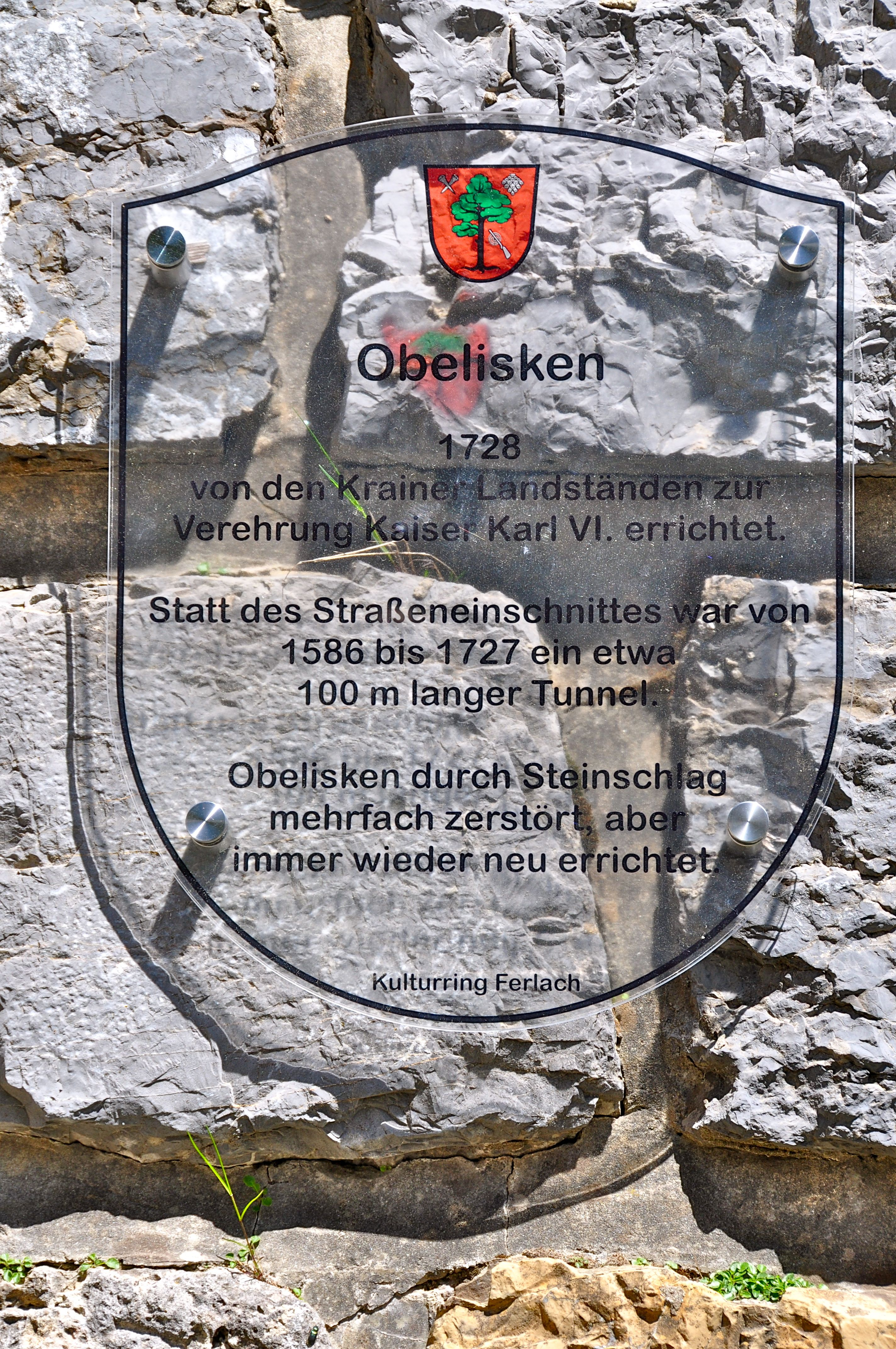
Description des obélisques du col du « Vieux Loïbl ».

Le camp de Loibl a donné lieu à un procès :
- pendaison : Winkler alias « Belle rotule » (chef des bourreaux), « Saint-Galmier », Oberscharführer Briezke ;
- emprisonnement : Oberscharführer Gruswitz dit « la mère Michèle » 20 ans, comme « Doudoune » et « le Médaillé », moins sanguinaire, 10 ans ;
- acquittement : SS « Oncle Franz ».

Le « médecin » Ramsauer dit « la seringue » a été condamné à être interné à vie. Il fut libéré en 1954 pour raison de santé ; il travailla ensuite dans un hôpital de Klagenfurt avant d'ouvrir un cabinet médical.
Chaque année, les survivants ou leurs descendants se retrouvent dans un banquet à la Maison de la Mutualité. Ils contribuent à perpétuer le souvenir d'un camp quasiment inconnu en France. Sur place, une sculpture en bronze représente un squelette en bronze, les bras levés au ciel. Le socle porte une inscription en français : « J'accuse ».

L'auteur du Tunnel précise, en parlant des bagnards-déportés : 

« Mais ce qu’il y a de navrant, c’est que leur extraordinaire aventure n’intéresse que la Yougoslavie. En France, Loibl-Pass, on connaît pas. »

— André Lacaze
Après la guerre, le tunnel fut fermé, en 1947, quand une frontière sépara l'Autriche et la République fédérale de Yougoslavie. Il fut rouvert en 1950 et agrandi à deux voies en 1966, tandis que la vieille route sur la montagne était fermée au trafic jusqu'en 1967.
L'importance du col de Loïbl a diminué depuis 1991, lorsque le tunnel autoroutier de Karavanken sur la A11, long de 7 864 m, a connecté l'autoroute autrichienne A 11, de Villach, avec l'autoroute slovène A2, à Ljubljana. Les contrôles frontaliers ont été abolis après que la Slovénie eut rejoint l'espace Schengen le 21 décembre 2007. Néanmoins, de nombreux skieurs allemands l'empruntent chaque hiver pour pratiquer leur sport favori.